# Stephanie Kemper
Stephanie Kemper (Volendam, 10 augustus 2001) is een voetbalspeelster uit Nederland. Ze speelt als verdediger voor Telstar.

## Carrière
Kemper speelde in de jeugd bij RKSV Volendam. Vervolgens kwam ze in de jeugdopleiding van Telstar. In 2022 werd ze overgeheveld naar de hoofdmacht van de Witte Leeuwinnen. 
Op 28 oktober 2022 maakte Kemper haar debuut voor Telstar in de Vrouwen Eredivisie in een uitwedstrijd tegen Excelsior Rotterdam door in de 79ste minuut in te vallen voor Sascha van Zelst. De volgende vier wedstrijden mocht Kemper opnieuw invallen.
Voorafgaande aan het seizoen 2023/24 verlengde Kemper haar contract bij Telstar tot medio 2024.
Door langdurig blessureleed kwam Kemper in het seizoen 2023/24 niet in actie. Op 29 april 2024 maakte Telstar bekend het aflopende contract van Kemper niet te verlengen, waardoor ze de club na twee seizoenen zal verlaten.

## Statistieken
| Seizoen | Club    | Competitie | Competitie | Competitie | Beker | Beker | Overig | Overig | Totaal | Totaal |
| Seizoen | Club    | Competitie | Wed.       | Dlp.       | Wed.  | Dlp.  | Wed.   | Dlp.   | Wed.   | Dlp.   |
| ------- | ------- | ---------- | ---------- | ---------- | ----- | ----- | ------ | ------ | ------ | ------ |
| 2022/23 | Telstar | Eredivisie | 6          | 0          | 0     | 0     | 0      | 0      | 6      | 0      |
| 2023/24 | Telstar | Eredivisie | 0          | 0          | 0     | 0     | 0      | 0      | 0      | 0      |
| Totaal  | Totaal  | Totaal     | 6          | 0          | 0     | 0     | 0      | 0      | 6      | 0      |

Bijgewerkt t/m 29 april 2024.

## Privé
Stephanie Kemper is de zus van NAC Breda speler Boy Kemper.